# Alcis diffluens
Alcis diffluens là một loài bướm đêm trong họ Geometridae.